# Nam Tae-Hee
Nam Tae-Hee, född den 3 juli 1991 i Busan, Sydkorea, är en sydkoreansk fotbollsspelare som spelar för Lekhwiya SC i Qatar Stars League. Han tog OS-brons i herrfotbollsturneringen vid de olympiska fotbollsturneringarna 2012 i London.